# 다야 베이디아
다야 베이디아(Daya Vaidya, 1973년 5월 20일 ~ )는 미국의 배우이다.
카트만두에서 태어났다.

## 출연 작품

### 영화
- Clean Up Men (2005)
- April Fools (2007)
- The Hit (2007) - 데이 역
- Blue (2009)

### 텔레비전
- NCIS (2005) - 서머 다이아몬드 역
- 언포게터블 (2011-12) - 니나 이나라 역